# Allotrichoma ecuadorense
Allotrichoma ecuadorense är en tvåvingeart som beskrevs av Wayne N. Mathis 1991. Allotrichoma ecuadorense ingår i släktet Allotrichoma och familjen vattenflugor.
Artens utbredningsområde är Ecuador. Inga underarter finns listade i Catalogue of Life.